# Riccardo Gizdulich
Riccardo Gizdulich, Capitano Bianchi (Fiume, 30 agosto 1908 – Firenze, 6 maggio 1983), è stato un architetto, militare e partigiano italiano, di origini croate, lavorò come funzionario presso la Soprintendenza ai monumenti.

## Primi contatti
Nel 1943 si trovava con la famiglia a Ronta nel Mugello, come ufficiale sfollato da Firenze e in questa località ebbe un incontro con il vicecommissario politico della XXII Brigata Garibaldi Lanciotto , poi amministratore nel Comando della Divisione Garibaldi "Arno" al quale disse di voler collaborare con i gruppi di resistenza che stavano sorgendo. Il vicecommissario politico lo indirizzò al CLN di Borgo San Lorenzo che lo mise in contatto col Comitato Toscano di Liberazione Nazionale a Firenze

## Attività militare
Nel Mugello Gizdulich organizzò un gruppo di antifascisti che in seguito diverra' la Seconda Brigata Rosselli e partecipò a molte azioni di carattere militare, divenne direttore dell'Ufficio Operazioni nella divisione garibaldina Arno, comandata da Aligi Barducci, Potente. In seguito Gizdulich fu sostituito dal colonnello Attilio Bertorelle e quindi passò a dirigere l'Ufficio informazioni militari della stessa divisione

## Ponte Santa Trinita
Dopo la liberazione, nel 1952 Riccardo Gizdulich diresse i lavori di ricostruzione, insieme all'ingegnere Emilio Brizzi, del Ponte Santa Trinita di Firenze, distrutto dai nazisti durante la ritirata tedesca, il 4 agosto 1944Per la ricostruzione di questo ponte, Com'era e dov'era, si tenne conto anche delle tecniche usate nel XVI secolo e si seguì il principio del ripristino filologico indicato da Bernard Berenson